# Mars Media Entertainment
Марс Ме́диа Энтерте́йнмент (сокращённое и более употребимое название — «Марс Ме́диа») — российская медиакомпания, являющаяся одной из крупнейших продюсерских компаний в России. Основана в ноябре 2011 года теле- и кинопродюсером Рубеном Дишдишяном — ранее основателем и президентом компании «Централ Партнершип». Приоритетными направлениями деятельности компании являются продюсирование, кино- и телепроизводство, а также дистрибуция сериалов и полнометражных фильмов различных жанров и форматов.
В 2020 году «Марс Медиа» включена в число кинокомпаний—лидеров кинопроизводства, что даёт ей право на приоритетное получение субсидий государственного Фонда кино, в том числе на безвозвратной основе. Компания активно сотрудничает с российскими телеканалами.
В январе 2020 года Дишдишян заявил «Ведомостям», что стратегия компании изменилась. По его словам, в планах «Марс Медиа», которая 90 % своего контента производила для ТВ, сосредоточиться на проектах для онлайн-площадок. Дишдишян объяснил решение активным развитием онлайн-сервисов и тем, что видит в них большие перспективы.

## Известные постановки
Телевидение
1. * Толедо (2012)
2. * Московские сумерки (2013)
3. * Переводчик (2013)
4. * Чёрные кошки (2013)
5. * Гетеры майора Соколова (2014)
6. * Григорий Р. (2014)
7. * Охотники за головами (2014)
8. * Питер-Москва (2014)
9. * Единичка (2015)
10. * Седьмая руна (2015)
11. * Великая (2015)
12. * Коготь из Мавритании (2015—2016)
13. * Второе зрение (2016—2022)
14. * Гостиница «Россия» (2017)
15. * Московская пленница (2017)
16. * Комиссарша (2017)
17. * Топор (2018)
18. * Золотая орда (2018)
19. * Сто дней свободы
20. * Медное солнце (2018)
21. * Хор (2018)
22. * Северное сияние (2018—2020)
23. * Цыплёнок жаренный (2019)
24. * Шторм (2019)
25. * Водоворот (2020)
26. * Закрытый сезон (2020)
27. * Цыплёнок жареный (2021)
28. * Янычар (2021)[3]
29. * Ангел мести (2022)[4]
30. * Чайки (2022)

Кинематограф
1. * Единичка (2015)[комм 1]
2. * Клинч (2015)
3. * Ночные стражи (2016)
4. * Землетрясение (2016)
5. * Аритмия (2017)
6. * Т-34 (2018)
7. * На районе (2018)
8. * Громкая связь (2018)
9. * Приказ «уничтожить» (Секретное оружие) (2019)[комм 2]
10. * В кейптаунском порту (2019)
11. * Кома (2020)
12. * Обратная связь (2020)
13. * Пальма (2020)
14. * Мира (2022)[5]
15. * «Мастер и Маргарита»(ранее «Воланд») (2023)[6][7]

## Сотрудничество
Медиахолдинг «Национальная Медиа Группа» (НМГ) и кинокомпания «Марс медиа энтертейнмент» создали совместное предприятие Mars Media Vision (MMV). Юридически партнёрство оформлено на дочернюю компанию НМГ — «НМГ студию». Как сообщается на сайте НМГ, стороны получат по 50 % в новой компании Mars Media Vision. MMV займётся производством сериалов для телеканалов и digital-ресурсов НМГ (среди активов группы онлайн-платформа more.tv, медиахолдинг «СТС Медиа», телеканалы РЕН ТВ, «Пятый канал», газета «Известия»). НМГ — крупнейший в России частный медиахолдинг, созданный в 2008 году путём объединения медийных активов ОАО «АБ Россия», Алексея Мордашова, АО «Сургутнефтегаз» и страховой группы «Согаз».

## Комментарии
1. ↑  Версия фильма основанная на мини-сериале.
2. ↑  Версия фильма основанная на мини-сериале «Привет от „Катюши“».